# CREB-Binding-Protein
Das CREB-Binding Protein (CREB-Bindeprotein), kurz CBP, ist ein Coaktivator der Transkription. 
CBP stellt eine Verbindung zwischen dem Transkriptionsfaktor CREB und dem Transkriptionsstartpunkt her, indem es als Histon-Acetyltransferase (HAT, EC 2.3.1.48) die Chromatin-Struktur verändert, die dadurch aufgelockert wird. CBP zeigt Homologien zum ebenfalls als HAT wirkenden Protein p300. CBP und p300 acetylieren bevorzugt die Histone H3 und H4.
CBP ist ein Coaktivator allgemeiner Natur und wechselwirkt z. B. auch mit Transkriptionsfaktoren.

## Klinische Bedeutung
Mutationen in diesem Gen sind für das Rubinstein-Taybi-Syndrom (RTS) verantwortlich.